# Amos Arthur Heller
Pour les articles homonymes, voir Heller.
Amos Arthur Heller est un botaniste américain, né en 1867 et mort en 1944.

## Biographie
Il est l’un des plus importants collecteurs de végétaux de l’ouest de l’Amérique, actif de 1892 à 1940. Vivant à Los Gatos, au sud de San Francisco de 1904 à 1908, Heller récolte énormément dans le centre de la Californie. Il réunit une importante collection à Porto Rico en 1900, puis en 1902-1903. En 1913, Heller s’installe à Chico (Californie) où il enseigne dans l’école secondaire locale tout en continuant à herboriser.
Son premier herbier, riche de 10 000 feuilles, est au jardin botanique de Brooklyn, son second herbier, ainsi que sa bibliothèque, est à l’université de Washington à Seattle. Dans son second herbier sont rassemblées les plantes qu’il a récoltées à Porto Rico, spécimens utilisés pour l’étude des espèces aujourd’hui en danger.

## Source
- Traduction de l'article de langue anglaise de Wikipédia (version du 26 octobre 2008).